# Pseudostenophylax mitchelli
Pseudostenophylax mitchelli är en nattsländeart som först beskrevs av Martin E. Mosely 1936.  Pseudostenophylax mitchelli ingår i släktet Pseudostenophylax och familjen husmasknattsländor. Inga underarter finns listade i Catalogue of Life.

## Bildgalleri

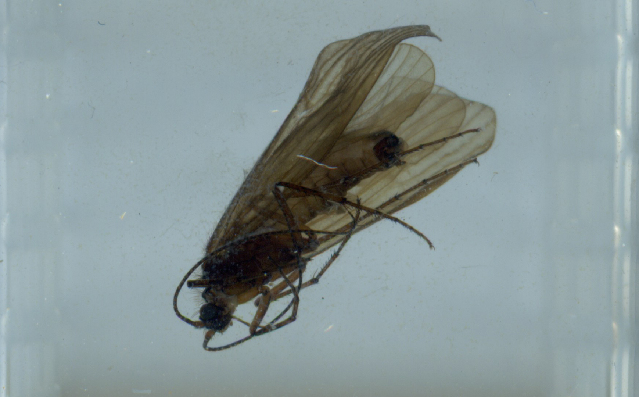